# 格拉比尼安卡河
50°03′48″N 21°23′41″E / 50.063416°N 21.394620°E
格拉比尼安卡河是波蘭的河流，位於該國南部，流經小波蘭省和喀爾巴阡山省，屬於維斯沃卡河的支流，河道全長34公里，河口處在登比察附近。